# Liboriuskapelle (Salzkotten)
Die Liboriuskapelle ist ein denkmalgeschütztes Kirchengebäude in Salzkotten im Kreis Paderborn (Nordrhein-Westfalen).

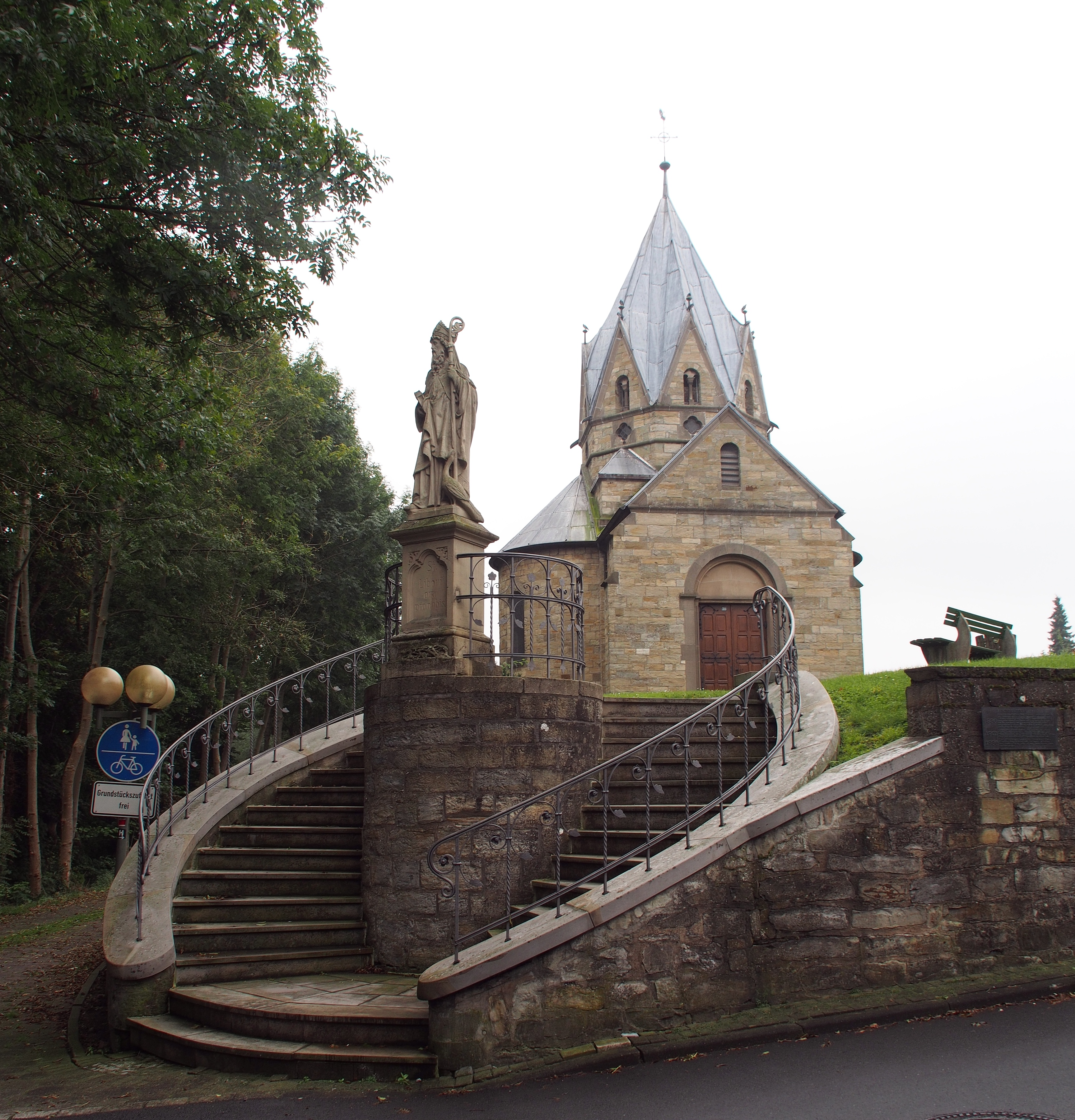
Liboriuskapelle Salzkotten (Treppenaufgang)

## Geschichte und Architektur
Bei der Überführung der Liboriusreliquien nach Paderborn wurde 836 an dieser Stelle angeblich eine Messe gefeiert. Die Kapelle steht an dem Ort einer Vorgängerkapelle, dem sog. Liboriushuiseken die zum Gedenken an den Anlass gebaut wurde.
Die neuromanische Dreikonchenanlage wurde von 1901 bis 1902 von Franz Mündelein aus hammerrechtem Bruchstein errichtet. Der Bau steht erhöht über einer zweiarmigen, geschwungenen Treppe. Der Vierungsturm ist polygonal. Im schlichten Innenraum befindet sich eine hohe Tambourkuppel über der Vierung. Im Mittelpunkt steht der Liboriusaltar mit einer Darstellung der Übertragung der Reliquien. Vier Engel tragen den Schrein auf ihren Schultern, sie tragen Schriftbänder. Die Figur des Hl. Liborius ist ein Abguss des 20. Jahrhunderts. Das Gebäude wurde 2002 umfangreich renoviert.